# Valon Berisha
Valon Berisha (Malmo, 7 de fevereiro de 1993) é um futebolista kosovar-norueguês que atua como meio-campista. Atualmente, joga pelo LASK.

## Carreira
Nascido em Malmö, Berisha é filho de imigrantes kosovares, e mudou-se para a Noruega ainda na infância. Em 1998 foi para o Egersunds IK, jogando por uma década nas categorias de base ao lado de seu irmão mais novo, Veton. Aos 15 anos de idade, fez sua estreia no futebol contra o Staal Jørpeland, pela terceira divisão norueguesa.
Em 2009, após 31 partidas e 11 gols pelo Egersunds, o meio-campista assinou com o Viking, porém sua estreia foi apenas em março do ano seguinte, quando substituiu Vidar Nisja aos 40 minutos do segundo tempo na partida contra o SK Brann. Em 56 jogos na primeira divisão norueguesa (64 partidas no total), foram 4 gols. Em 2012, foi contratado pelo Red Bull Salzburg, onde foi pentacampeão austríaco e tetracampeão da Copa da Áustria, atuando em 233 partidas e balançando as redes 42 vezes nas duas competições.
Em julho de 2018, Berisha assinou por 5 anos com a Lazio.

## Carreira internacional

### Noruega
Embora tivesse nascido na Suécia, Berisha não chegou a vestir a camisa da seleção nacional, optando em defender as equipes de base da Noruega entre 2009 e 2013, além de ter sido convocado pela primeira vez ao time principal em fevereiro de 2012. Foram, no total, 20 partidas e nenhum gol pela Seleção Norueguesa.

### Kosovo
Depois que a FIFA liberou a Seleção Kosovar para jogar amistosos em dezembro de 2012, Berisha foi abordado para defender a equipe antes da primeira partida oficial do Kosovo após a liberação da FIFA, mas ele não havia anunciado se permaneceria defendendo a Noruega ou abrisse mão da nacionalidade do país nórdico. Com a filiação do Kosovo à entidade, o meia decidiu representar a terra natal de seus pais - a estreia pelos Dardanët foi contra a Finlândia, pelas eliminatórias da Copa de 2018, sendo inclusive o autor do gol de empate por 1 a 1.

## Vida pessoal
Veton Berisha, irmão mais novo de Valon, é também jogador de futebol profissional, tendo passado pelos mesmos 2 clubes que o irmão mais velho jogou (Egersunds e Viking), Greuther Fürth (Alemanha), Rapid Viena (Áustria) e SK Brann (Noruega). Ao contrário de Valon, optou em seguir defendendo a Seleção Norueguesa.

## Títulos
Red Bull Salzburg
- Campeonato Austríaco: 5 (2013–14, 2014–15, 2015–16, 2016–17 e 2017–18)
- Copa da Áustria: 4 (2013–14, 2014–15, 2015–16 e 2016–17)

Lazio
- Supercopa da Itália: 2019